# Pandanus rivularis
Pandanus rivularis är en enhjärtbladig växtart som beskrevs av Harold St.John. Pandanus rivularis ingår i släktet Pandanus och familjen Pandanaceae. Inga underarter finns listade.